# Celtic FC
The Celtic Football Club (uitspraak: Seltik) is een voetbalclub uit Glasgow in Schotland, opgericht in 1887. De club speelt haar thuiswedstrijden op Celtic Park, dat plaatst biedt aan 60.411 toeschouwers. De clubkleuren zijn groen-wit. Celtic speelt een vooraanstaande rol in de Schotse voetbalcompetitie en levert vele internationals voor het nationale team.
Celtic heeft een lange, hevige rivaliteit met stadsgenoot Rangers FC, waarbij religieuze (katholiek en protestant), politieke (pro-Iers, socialistisch en pro-Brits, conservatief) en sociaal-geografische (oost en west Glasgow) verschillen tussen de clubs een grote rol spelen. De wedstrijden tussen beide clubs staan bekend als The Old Firm. De strijd om het landskampioenschap gaat vaak tussen Celtic en Rangers, meestal met een grote voorsprong op de andere clubs. Aberdeen was de laatste club die deze hegemonie wist te doorbreken, in het seizoen 1984/85.
The Bhoys zijn samen met de Noord-Ierse clubs Cliftonville, Glentoran en Linfield wereldwijd de clubs die het langste op het hoogste niveau spelen (sinds 1890).

## Geschiedenis

### Oprichting

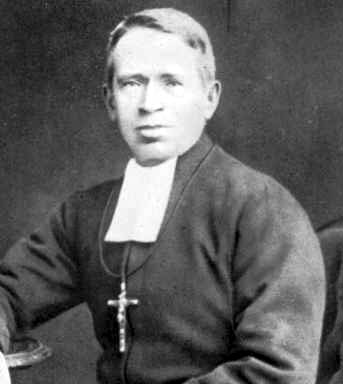
Priester broeder Walfrid, oprichter van Celtic

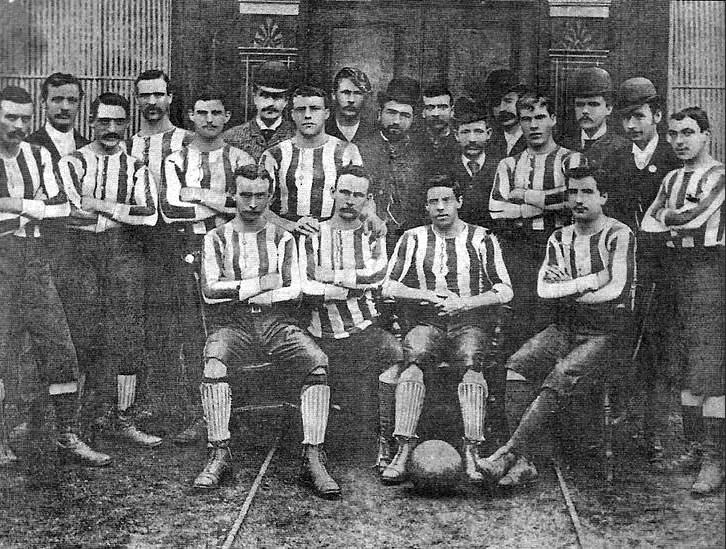
Een teamfoto van rond 1889

De Celtic Football Club werd op 6 november 1887 opgericht door de Ierse priester broeder Walfrid, die werkzaam was in de arme wijk Parkhead. Een van de doelen was om de armoede in het arme oosten van Glasgow te verlichten. Walfrid was geïnspireerd door het voorbeeld van Hibernian, dat een paar jaar eerder werd opgericht door Ierse vluchtelingen in Edinburgh om daarmee geld in te zamelen voor lokale armoedebestrijding. Hij koos de naam Celtic om de Ierse en Schotse oorsprong van de wijkbewoners weer te geven. Het veld werd door de wijk zelf speelklaar gemaakt.

### Eerste successen
Op 28 mei 1888 speelde Celtic haar eerste officiële wedstrijd, waarin Rangers de tegenstander was. De wedstrijd eindigde in een 5-2 overwinning.
De eerste successen kwamen al snel na intrede in de voetbalcompetitie. Zo werd in 1889 voor het eerst de finale van de Scottish Cup bereikt, maar deze ging nog wel verloren. Drie jaar later, in 1892, wisten The Hoops de beker wel te winnen door Queen's Park met 5-1 te verslaan. Het was de eerste grote prijs van de club uit Oost-Glasgow. Een paar maanden later verhuisde de club naar haar nieuwe thuishaven, Celtic Park. Een jaar later, in 1893, wist Celtic voor het eerst de landstitel binnen te slepen. Gedurende dat jaar wist het ook een competitierecord te vestigen voor de grootste thuisoverwinning. Dundee werd met 11-0 verslagen.

### Wereldoorlogen
Tussen 1905 en 1910 wist Celtic het landskampioenschap zesmaal op rij te winnen. Daarnaast wonnen ze ook de beker in 1907 en 1908 wat ervoor zorgde dat zij de eerste Schotse voetbalclub waren die de dubbel wist te winnen. Gedurende de Eerste Wereldoorlog werd Celtic vier keer op rij kampioen.
Tijdens de Tweede Wereldoorlog werden de officiële voetbalcompetities in Schotland opgeschort. Er werden wel regionale competities gespeeld, maar hierin presteerden The Celts niet noemenswaardig.
Na de Tweede Wereldoorlog had Celtic moeite de successen van daarvoor te herhalen. Tot 1965 werden er enkel twee bekers, twee league cups en een landskampioenschap gewonnen.

### Internationaal succes

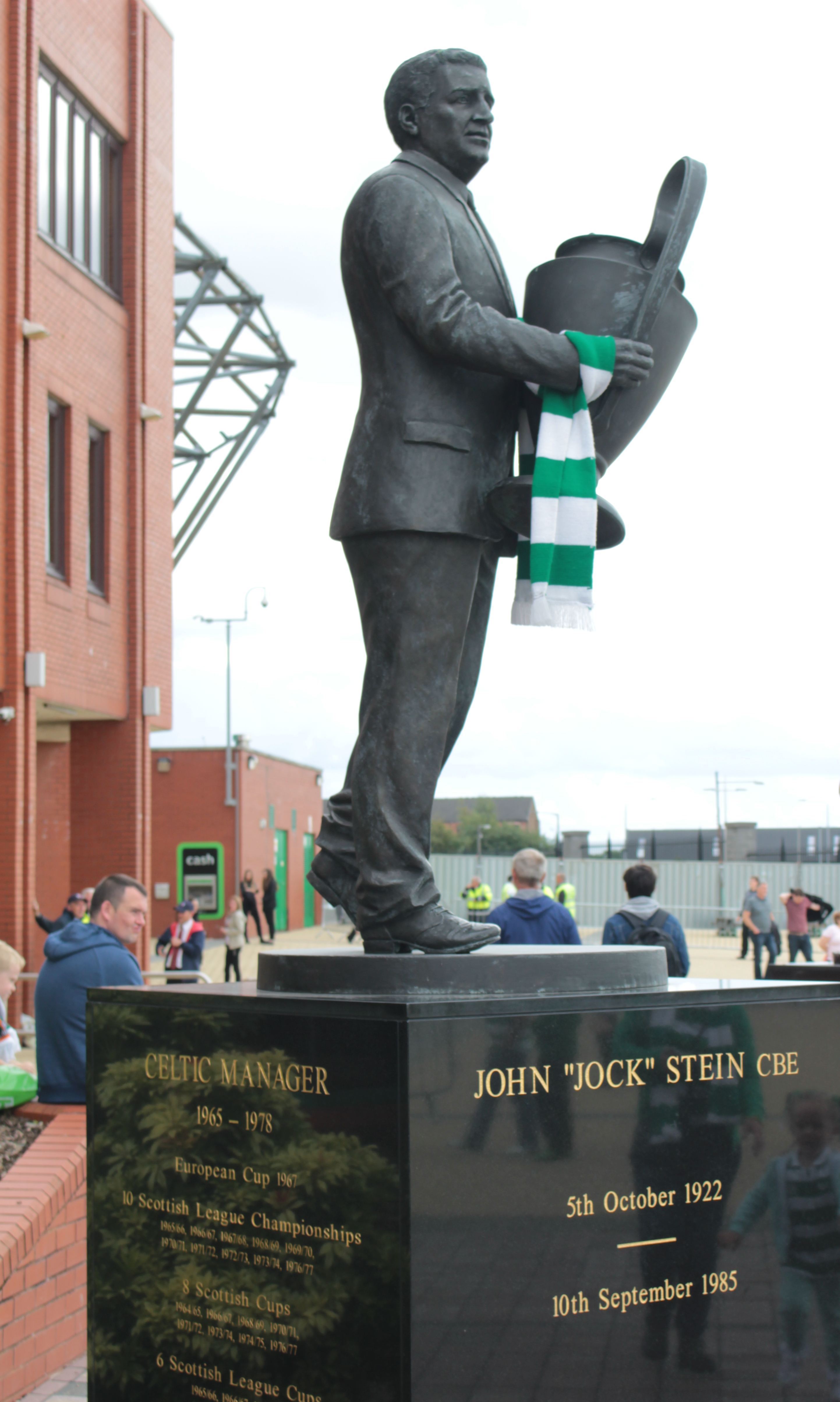
Standbeeld van Stein bij Celtic Park

In de zomer van 1965 werd oud-aanvoerder Jock Stein aangesteld als hoofdtrainer van de club. Met hem aan het roer werd Celtic negen keer kampioen in elf seizoenen. Ook werden er meerdere bekers en league cups gewonnen. Maar het hoogtepunt van Steins dienstverband was op 25 mei 1967, toen Celtic als eerste Britse voetbalclub – en de eerste club van buiten Zuid-Europa – de Europacup I wist te winnen. Internazionale Milan werd met 2-1 verslagen in Estádio Nacional. Tot op heden is Celtic de enige Schotse voetbalclub die de grootste clubcompetitie van Europa wist te winnen. Alle spelers die destijds uitkwamen voor Celtic waren geboren in een straal van vijftig kilometer van Glasgow en kregen de bijnaam The Lisbon Lions. In 2000 werd de oosttribune vernoemd naar deze groep, The Lisbon Lions Stand. Door het winnen van de Europacup I mocht Celtic aantreden tegen Racing Club voor de Wereldbeker, maar deze strijd ging verloren na drie wedstrijden.
In 1970 wist de club zich opnieuw voor de Europacup I finale te plaatsen. In San Siro was het Nederlandse Feyenoord de tegenstander. De Rotterdammers wisten de wedstrijd met 2-1 te winnen door doelpunten van Rinus Israël en Ove Kindvall. Voor Celtic scoorde Tommy Gemmell. Gemmell scoorde enkele jaren eerder ook al in de Europese finale en is daardoor de enige speler die in beide gespeelde finales doeltreffend was.

### Faillissement afgewend
Aan het einde van de jaren zeventig en het begin van de jaren tachtig zette het landelijke succes van de groen-witten door, maar daarna nam het succes wat af. Begin jaren negentig dreigde de club failliet te gaan, maar de Schotse zakenman Fergus McCann nam de club over van de dynastieën die de club in handen hadden sinds de oprichting. Hij overzag een herstructurering en reorganisatie van de club en een verbouwing van Celtic Park. In 1998 wonnen The Bhoys, onder leiding van Wim Jansen, voor het eerst in tien jaar weer een landskampioenschap en weerhielden daarmee aartsrivaal Rangers van de tiende landstitel op rij, waarmee ze het record van Celtic zouden verbreken.

### Dominant decennium

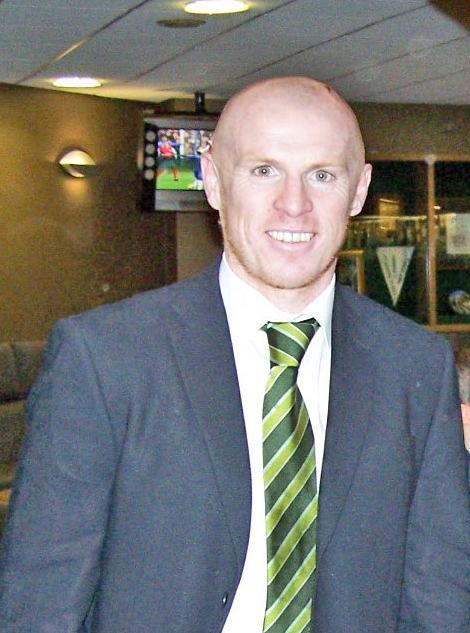
Lennon in zijn tijd bij Celtic

Met de aanstelling van Martin O'Neill in 2000 keerde structureel succes terug bij de club. In zijn eerste seizoen won O'Neill de treble, slechts de tweede Celtic-trainer die dat destijds wist te presteren na Stein in de jaren zestig. Onder leiding van O'Neill plaatste Celtic zich voor de UEFA Cup finale van 2003 in Sevilla. Die wedstrijd ging met 3-2 verloren na verlenging tegen het Porto van José Mourinho. Maar liefst tachtig duizend supporters reisde de ploeg achterna naar Zuid-Spanje. Daarmee wisten de supporters de Fair Play prijzen van de FIFA en UEFA te winnen voor hun "buitengewoon loyale en sportieve gedrag".
In het voorjaar van 2005 maakte O'Neill bekend zijn functie als hoofdtrainer neer te leggen in verband met de ziekte van zijn vrouw. De Schot Gordon Strachan werd aangesteld als zijn opvolger. Hij werd de derde trainer in de geschiedenis van de club die driemaal op rij kampioen wist te worden. Ook leidde hij Celtic voor het eerst naar de knock-outfase van de UEFA Champions League in 2006/07 en 2007/08. Na het mislopen van het kampioenschap in 2009 verliet Strachan de club waar hij werd opgevolgd door Tony Mowbray. Slechts een jaar later moest Celtic opnieuw een nieuwe trainer aanstellen, de Noord-Ier Neil Lennon. Met Lennon aan het roer zette Celtic in november 2010 een Premiership-record neer door Aberdeen met 9-0 te verslaan, de grootste overwinning ooit in de Premiership.
Celtic vierde in november 2012 haar 125-jarig bestaan in dezelfde week waarin het aantrad tegen Barcelona in de Champions League. Ze wisten de wedstrijd met 2-1 te winnen, wat zorgde voor uitzinnige supporters op de tribune en een onvergetelijke jubileumweek. Uiteindelijk wist de club zich ook weer eens voor de knock-outfase van de Champions League te plaatsen.

### Totale dominantie
Lennon vertrok in 2014 bij Celtic en hij werd opgevolgd door voormalig Strømsgodset hoofdtrainer Ronny Deila. Het succes bleef aan voor Celtic, mede doordat aartsrivaal Rangers door een faillissement enkele jaren eerder op een lager niveau acteerde. Hierdoor wist Celtic de ene landelijke prijs na de andere te winnen, zowel met Deila aan het roer als zijn opvolger Brendan Rodgers. Celtic won in het seizoen 2017/18, net als het voorgaande vorig seizoen, na de league cup en de landstitel ook de beker. Nooit eerder was een club in Schotland twee jaar op rij goed voor de treble. Op Hampden Park was de ploeg van Rodgers in de bekerfinale met 2–0 te sterk voor Motherwell, dat in november in de eindstrijd om de League Cup met dezelfde cijfers al was verslagen. Nadat Rodgers de overstap maakte naar Leicester City keerde Lennon terug bij The Hoops. Gedurende de jaren onder leiding van Deila, Rodgers en Lennon werd Celtic opnieuw negenmaal op rij landskampioen van Schotland. Een tiende titel bleef uit, die ging naar buurman Rangers. In 2020/21 bleef de club voor het eerst sinds 2010 zonder prijs aan het einde van het seizoen en eindigde het op 25 punten achterstand op kampioen Rangers. Die zomer werd de Australiër Ange Postecoglou aangesteld als de nieuwe hoofdtrainer. Die bracht direct drie titels binnen voordat hij naar Tottenham vertrok. 

## Erelijst
| Internationaal            |     | |
| Europacup I               | 1x  | 1967 |
| Nationaal                 |     | |
| Schots landskampioenschap | 55x | 1893, 1894, 1896, 1898, 1905, 1906, 1907, 1908, 1909, 1910, 1914, 1915, 1916, 1917, 1919, 1922, 1926, 1936, 1938, 1954, 1966, 1967, 1968, 1969, 1970, 1971,1972,1973, 1974, 1977, 1979, 1981, 1982, 1986, 1988, 1998, 2001, 2002, 2004, 2006, 2007, 2008, 2012, 2013, 2014, 2015, 2016, 2017, 2018, 2019, 2020, 2022, 2023, 2024, 2025 |
| Scottish Cup              | 41x | 1892, 1899, 1900, 1904, 1907, 1908, 1911, 1912, 1914, 1923, 1925, 1927, 1931, 1933, 1937, 1951, 1954, 1965, 1967, 1969, 1971, 1972, 1974, 1975, 1977, 1980, 1985, 1988, 1989, 1995, 2001, 2004, 2005, 2007, 2011, 2013, 2017, 2018, 2019, 2020, 2023                                                                                   |
| Scottish League Cup       | 22x | 1957, 1958, 1966, 1967, 1968, 1969, 1970, 1975, 1983, 1998, 2000, 2001, 2006, 2009, 2015, 2017, 2018, 2019, 2020, 2022, 2023, 2024 |
| Glasgow Cup               | 40x | 1891, 1892, 1895, 1896, 1905, 1906, 1907, 1908, 1910, 1916, 1917, 1920, 1921, 1927, 1928, 1929, 1931, 1939, 1941, 1949, 1956, 1962, 1964, 1965, 1967, 1968, 1970, 1975 (gedeeld met Rangers na 2-2 gelijkspel), 1982, 1990, 1991, 1997, 1998, 2008, 2011, 2014, 2015, 2016, 2017, 2019                                                 |

## Clubcultuur

### Logo
Celtic begon in 1930 voor met het gebruiken van een logo die omringd werd door de club haar officiële titel The Celtic Football and Athletic Coy. Ltd. Het duurde nog tot 1977 voor Celtic een clublogo aanbracht op de tenues. De officiële titel werd voor het logo ingekort tot The Celtic Football Club.

### Tenue
De eerste jaren van haar bestaan speelde Celtic in een wit shirt met zwarte broek en zwart-groene sokken. In 1889 veranderde de club het tenue in een groen-wit verticaal gestreept shirt dat gedurende veertien jaar werd gedragen, al veranderde de kleur van het broekje gedurende die jaren steeds van zwart naar wit. Pas in 1903 werd de huidige kleurstelling aangenomen door de club. Een groen-wit horizontaal gestreept shirt met een witte broek. Eerst werd dat gedragen met zwarte sokken, later met groene sokken, maar tegenwoordig met witte sokken.
In 1984 kreeg Celtic voor het eerst een shirtsponsor, CR Smith. Later volgde onder andere autoverkoper Peoples, bierbrouwer Carling en online gokbedrijf Dafabet. De kledingproducenten door de jaren heen waren Umbro, Nike, New Balance en (tegenwoordig) Adidas.
| Periode    | Kledingsponsor | Shirtsponsor |
| ---------- | -------------- | ------------ |
| 1960s–1984 | Umbro          | —            |
| 1984–1991  | Umbro          | CR Smith     |
| 1991–1992  | Umbro          | Peoples      |
| 1992–1993  | Umbro          | —            |
| 1993–1997  | Umbro          | CR Smith     |
| 1997–1999  | Umbro          | Umbro        |
| 1999–2003  | Umbro          | NTL          |
| 2003–2005  | Umbro          | Carling      |
| 2005–2010  | Nike           | Carling      |
| 2010–2013  | Nike           | Tennents     |
| 2013–2015  | Nike           | Magners      |
| 2015–2016  | New Balance    | Magners      |
| 2016–2020  | New Balance    | Dafabet      |
| 2020–      | Adidas         | Dafabet      |

### Supporters
Celtic is voor zijn supporters veel meer dan een voetbalclub. Zij is een weerspiegeling van hun cultuur en geschiedenis. Velen geloven dat het succes van Celtic hun Ierse/Schotse, dus Keltische, geschiedenis en identiteit heeft doen overleven. Deze identiteit was belangrijk voor de mensen die vaak met sektarisme tegemoet werden getreden. Het katholieke Celtic is altijd een non-sectarian club geweest waarbij ook protestanten speelden en nog altijd kunnen spelen. De Celtic-familietraditie is het belangrijkste onderdeel van de Celtic-cultuur/-geschiedenis.

## Stadion

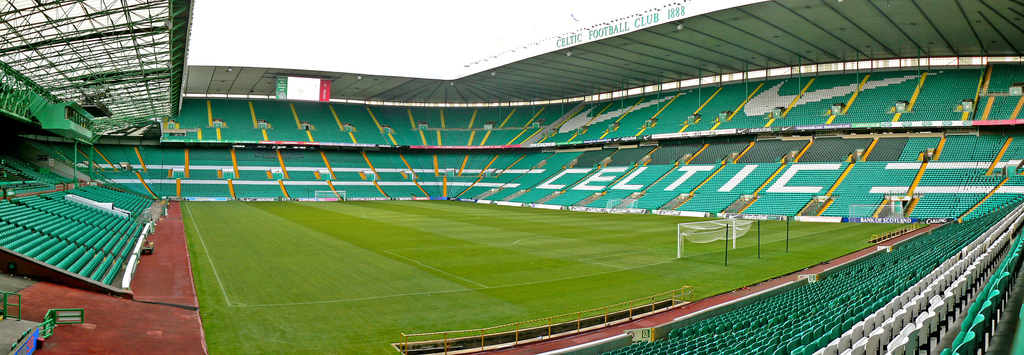
Celtic Park

### Celtic Park
Het thuisstadion van Celtic is sinds 1892 Celtic Park. Het is het grootste voetbalstadion in Schotland en het op zeven na grootste stadion in het Verenigd Koninkrijk, na Murrayfield, Old Trafford, Twickenham, Wembley, het London Stadium, Tottenham Hotspur Stadium en het Millennium Stadium. In de volksmond wordt het stadion weleens Parkhead of Paradise genoemd.
Bij de verhuizing naar Celtic Park, in 1892, gold het stadion als groots opgezet. De zittribune, die als enige overdekt was, werd aan de andere drie zijden geflankeerd door drie grote staantribunes. Rond het veld lagen een atletiekbaan en een wielerbaan, waarop in 1897 het Wereldkampioenschap Wielrennen werd gehouden. Al in 1893 was er een lichtwedstrijd gehouden onder aan draden opgehangen lampen, die nogal eens door de bal geraakt werden.

## Trainingscomplex

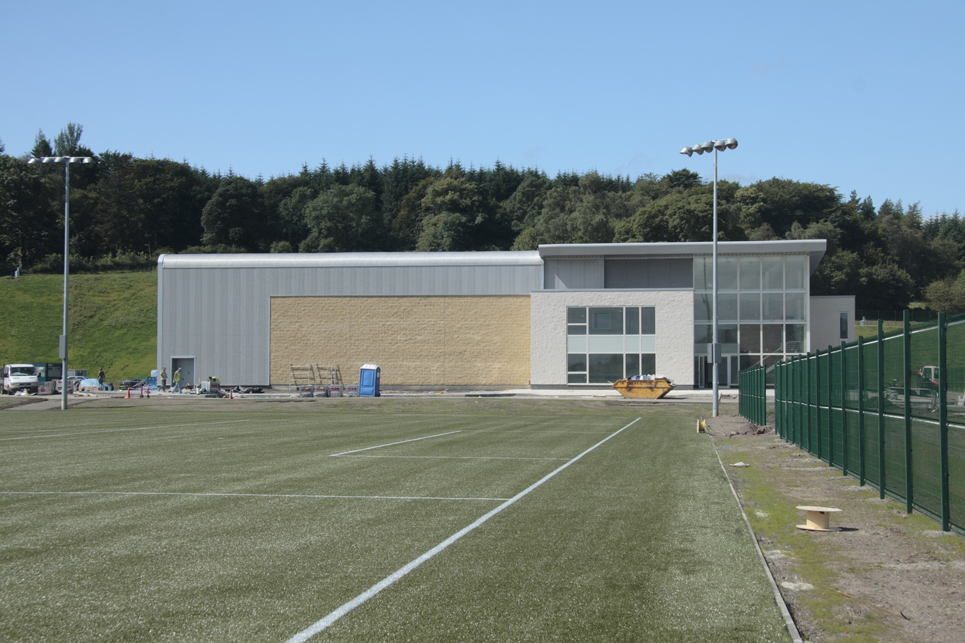
Lennoxtown Training Centre

### Lennoxtown Training Centre
In 2007 nam Celtic het Lennoxtown Training Centre in gebruik, in Lennoxtown op nog geen twaalf kilometer van Glasgow. Eerder trainde de club op een complex in Barrowfield, dichter bij het thuisstadion Celtic Park. Het hoofdgebouw omvat onder andere een overdekt voetbalveld, een sportschool, medische ruimtes, een sauna, een stoomruimte, zwembaden, kleedkamers, klaslokalen, kantoren, mediaruimtes en wasruimtes. De buitenruimte bestaat onder andere uit drie voetbalvelden met veldverwarming.

## Eerste elftal

### Selectie
| Nr.           | Naam                   | Sinds      | Contract   | Vorige club          |
| Doelmannen    | Doelmannen             | Doelmannen | Doelmannen | Doelmannen           |
| ------------- | ---------------------- | ---------- | ---------- | -------------------- |
| 1             | Kasper Schmeichel      | 2024       | 2026       | RSC Anderlecht       |
| 12            | Viljami Sinisalo       | 2024       | 2029       | Aston Villa FC       |
| 31            | Ross Doohan            | 2025       | 2028       | Aberdeen FC          |
| Verdedigers   |                        |            |            |                      |
| 2             | Alistair Johnston      | 2023       | 2029       | CF Montréal          |
| 4             | Jahmai Simpson-Pusey   | 2025       | 2026       | Manchester City FC   |
| 5             | Liam Scales            | 2021       | 2028       | Shamrock Rovers FC   |
| 6             | Auston Trusty          | 2024       | 2029       | Sheffield United FC  |
| 20            | Cameron Carter-Vickers | 2022       | 2029       | Tottenham Hotspur FC |
| 25            | Hayato Inamura         | 2025       | 2029       | Albirex Niigata      |
| 56            | Anthony Ralston        | 2018       | 2027       |                      |
| 57            | Stephen Welsh          | 2020       | 2027       |                      |
| 63            | Kieran Tierney         | 2025       |            | Arsenal FC           |
| Middenvelders |                        |            |            |                      |
| 8             | Benjamin Nygren        | 2025       | 2029       | FC Nordsjælland      |
| 14            | Luke McCowan           | 2024       | 2027       | Dundee FC            |
| 27            | Arne Engels            | 2024       | 2028       | FC Augsburg          |
| 28            | Paulo Bernardo         | 2024       | 2029       | SL Benfica           |
| 41            | Reo Hatate             | 2022       | 2028       | Kawasaki Frontale    |
| 42            | Callum McGregor        | 2013       | 2028       |                      |
| Aanvallers    |                        |            |            |                      |
| 7             | Jota                   | 2025       | 2030       | Stade Rennes         |
| 9             | Adam Idah              | 2024       | 2029       | Norwich City FC      |
| 13            | Hyun-jun Yang          | 2023       | 2028       | Gangwon FC           |
| 19            | Callum Osmand          | 2025       | 2029       | Fulham FC            |
| 23            | Marco Tilio            | 2023       | 2028       | Melbourne City FC    |
| 24            | Johnny Kenny           | 2022       | 2029       | Sligo Rovers FC      |
| 38            | Daizen Maeda           | 2022       | 2027       | Yokohama F. Marinos  |
| 49            | James Forrest          | 2010       | 2026       |                      |
|               | Shin Yamada            | 2025       | 2029       | Kawasaki Frontale    |

Laatste update: 19 augustus 2025

### Staf
| Functie            | Naam            | Sinds | Contract | Vorige club         |
| ------------------ | --------------- | ----- | -------- | ------------------- |
| Hoofdtrainer       | Brendan Rodgers | 2023  | 2026     | Leicester City FC   |
| Assistent-trainers | John Kennedy    | 2019  |          |                     |
| Assistent-trainers | Adam Sadler     | 2023  |          | Leicester City FC   |
| Assistent-trainers | Gavin Strachan  | 2020  |          | Peterborough United |
| Keeperstrainer     | Stevie Woods    | 2009  |          | Schotland           |

Laatste update: 19 augustus 2025

## Overzichtslijsten

### Eindklasseringen sinds 1947
| 7 |

| 12 |

| 6 |

| 5 |

| 7 |

| 9 |

| 8 |

| 1 |

| 2 |

| 5 |

| 5 |

| 3 |

| 6 |

| 9 |

| 4 |

| 3 |

| 4 |

| 3 |

| 8 |

| 1 |

| 1 |

| 1 |

| 1 |

| 1 |

| 1 |

| 1 |

| 1 |

| 1 |

| 3 |

| 2 |

| 1 |

| 5 |

| 1 |

| 2 |

| 1 |

| 1 |

| 2 |

| 2 |

| 2 |

| 1 |

| 2 |

| 1 |

| 3 |

| 5 |

| 3 |

| 3 |

| 3 |

| 4 |

| 4 |

| 2 |

| 2 |

| 1 |

| 2 |

| 2 |

| 1 |

| 1 |

| 2 |

| 1 |

| 2 |

| 1 |

| 1 |

| 1 |

| 2 |

| 2 |

| 2 |

| 1 |

| 1 |

| 1 |

| 1 |

| 1 |

| 1 |

| 1 |

| 1 |

| 1 |

| 2 |

| 1 |

| 1 |

| 1 |

| 1 |

| Niveau 1 | Niveau 2 | Niveau 3 | Niveau 4 |

| Periode    | Niveau 1                | Niveau 2              | Niveau 3            | Niveau 4            |
| 1893-1975  | Division One            | Division Two          | Division Three      | --                  |
| 1975-1998  | Premier Division        | First Division        | Second Division     | Third Division      |
| 1998-2013  | Scottish Premier League | First Division        | Second Division     | Third Division      |
| 2013-heden | Scottish Premiership    | Scottish Championship | Scottish League One | Scottish League Two |

### Seizoensresultaten vanaf 1999
| Seizoen | Competitie              | Niveau | Eindstand | Tsch   | Scottish Cup | Opmerking |
| ------- | ----------------------- | ------ | --------- | ------ | ------------ | --- |
| 1998/99 | Scottish Premier League | I      | 2         | 59.233 | Finale       | < Rangers FC: 0-1; League-topscorer: Henrik Larsson (35); Invoering Premier League.                                                                         |
| 1999/00 | Scottish Premier League | I      | 2         | 53.885 | 3e ronde     | Winnaar League Cup > Aberdeen FC: 2-0; League-topscorer: Mark Viduka (25)                                                                                   |
| 2000/01 | Scottish Premier League | I      | Kampioen  | 59.369 | Winnaar      | < Hibernian FC: 3-0; Winnaar League Cup > Kilmarnock FC: 3-0; League-topscorer: Henrik Larsson (37)                                                         |
| 2001/02 | Scottish Premier League | I      | Kampioen  | 58.511 | Finale       | < Rangers FC: 2-3; League-topscorer: Henrik Larsson (33) |
| 2002/03 | Scottish Premier League | I      | 2         | 57.471 | kwartfinale  | Finalist League Cup > Rangers FC: 1-2; League-topscorer: Henrik Larsson (35)                                                                                |
| 2003/04 | Scottish Premier League | I      | Kampioen  | 57.657 | Winnaar      | < Dunfermline Athletic FC: 3-1; League-topscorer: Henrik Larsson (34)                                                                                       |
| 2004/05 | Scottish Premier League | I      | 2         | 57.943 | Winnaar      | < Dundee United FC: 1-0; League-topscorer: John Hartson (25)                                                                                                |
| 2005/06 | Scottish Premier League | I      | Kampioen  | 58.150 | 3e ronde     | Winnaar League Cup > Dunfermline Athletic FC: 3-0 |
| 2006/07 | Scottish Premier League | I      | Kampioen  | 57.928 | Winnaar      | < Dunfermline Athletic FC: 1-0 |
| 2007/08 | Scottish Premier League | I      | Kampioen  | 56.677 | kwartfinale  | League-topscorer: Scott McDonald (25) |
| 2008/09 | Scottish Premier League | I      | 2         | 57.671 | kwartfinale  | Winnaar League Cup > Rangers FC: 2-0 n.v. |
| 2009/10 | Scottish Premier League | I      | 2         | 45.582 | halve finale | |
| 2010/11 | Scottish Premier League | I      | 2         | 48.978 | Winnaar      | < Motherwell FC: 3-0; Finalist League Cup > Rangers FC: 1-2 n.v.                                                                                            |
| 2011/12 | Scottish Premier League | I      | Kampioen  | 50.904 | halve finale | Finalist League Cup > Kilmarnock FC: 0-1; League-topscorer: Gary Hooper (24)                                                                                |
| 2012/13 | Scottish Premier League | I      | Kampioen  | 46.917 | Winnaar      | < Hibernian FC: 3-0 |
| 2013/14 | Scottish Premiership    | I      | Kampioen  | 47.079 | 8e finale    | League-topscorer: Kris Commons (27) |
| 2014/15 | Scottish Premiership    | I      | Kampioen  | 44.585 | halve finale | Winnaar League Cup > Dundee United FC 2-0 |
| 2015/16 | Scottish Premiership    | I      | Kampioen  | 44.850 | halve finale | League-topscorer: Leigh Griffiths (31) |
| 2016/17 | Scottish Premiership    | I      | Kampioen  | 54.726 | Winnaar      | < Aberdeen FC: 2-1; Winnaar League Cup > Aberdeen FC: 3-0                                                                                                   |
| 2017/18 | Scottish Premiership    | I      | Kampioen  | 57.588 | Winnaar      | < Motherwell FC: 2-0; Winnaar League Cup > Motherwell FC: 2-0                                                                                               |
| 2018/19 | Scottish Premiership    | I      | Kampioen  | 57.778 | Winnaar      | < Heart of Midlothian FC: 2-1; Winnaar League Cup > Aberdeen FC: 1-0                                                                                        |
| 2019/20 | Scottish Premiership    | I      | Kampioen  | 57.944 | Winnaar      | < Heart of Midlothian FC: 3-3 (4-3 n.s.); comp. afgebr. i.v.m. coronapandemie; Winnaar League Cup > Rangers FC: 1-0; League-topscorer: Odsonne Edouard (22) |
| 2020/21 | Scottish Premiership    | I      | 2         | 0      | 8e finale    | League-topscorer: Odsonne Edouard (18) |
| 2021/22 | Scottish Premiership    | I      | Kampioen  | 57.833 | halve finale | Winnaar League Cup > Hibernian FC: 2-1; League-topscorer: Georgios Giakoumakis (13)                                                                         |
| 2022/23 | Scottish Premiership    | I      | Kampioen  | 58.775 | Winnaar      | < Inverness Caledonian Thistle FC: 2-0; Winnaar League Cup > Rangers FC: 2-1; League-topscorer: Kyogo Furuhashi (27)                                        |
| 2023/24 | Scottish Premiership    | I      | Kampioen  | 58.827 | Winnaar      | < Rangers FC: 1-0 |
| 2024/25 | Scottish Premiership    | I      | Kampioen  | 58.937 | Finale       | < Aberdeen FC: 1-1 (3-4 n.s.); Winnaar League Cup > Rangers FC: 3-3 (5-2 n.s.)                                                                              |
| 2025/26 | Scottish Premiership    | I      | .         |        |              | |

### Celtic in Europa
Celtic FC speelt sinds 1962 in diverse Europese competities. Hieronder staan de competities en in welke seizoenen de club deelnam. De editie die Celtic heeft gewonnen is dik gedrukt:
- Champions League (25x)

1998/99, 2001/02, 2002/03, 2003/04, 2004/05, 2005/06, 2006/07, 2007/08, 2008/09, 2009/10, 2010/11, 2012/13, 2013/14, 2014/15, 2015/16, 2016/17, 2017/18, 2018/19, 2019/20, 2020/21, 2021/22, 2022/23, 2023/24, 2024/25, 2025/26
- Europacup I (15x)

1966/67, 1967/68, 1968/69, 1969/70, 1970/71, 1971/72, 1972/73, 1973/74, 1974/75, 1977/78, 1979/80, 1981/82, 1982/83, 1986/87, 1988/89
- Europa League (10x)

2009/10, 2010/11, 2011/12, 2014/15, 2015/16, 2017/18, 2018/19, 2019/20, 2020/21, 2021/22
- Conference League (1x)

2021/22
- Europacup II (8x)

1963/64, 1965/66, 1975/76, 1980/81, 1984/85, 1985/86, 1989/90, 1995/96
- UEFA Cup (14x)

1976/77, 1983/84, 1987/88, 1991/92, 1992/93, 1993/94, 1996/97, 1997/98, 1998/99, 1999/00, 2000/01, 2001/02, 2002/03, 2003/04
- Jaarbeursstedenbeker (2x)

1962/63, 1964/65
Bijzonderheden Europese competities:
| Bijzonderheid                 | Datum      | Tegenstander | Uitslag | Plaats    | Naam           | Aantal |
| ----------------------------- | ---------- | ------------ | ------- | --------- | -------------- | ------ |
| Hoogste overwinning           | 16-09-1970 | KPV Kokkola  | 9-0     | Glasgow   |                |        |
| Hoogste nederlaag             | 13-09-2016 | FC Barcelona | 0-7     | Barcelona |                |        |
| Speler met meeste wedstrijden | 03-12-2020 |              |         |           | Scott Brown    | 127    |
| Speler met meeste doelpunten  | 08-04-2004 |              |         |           | Henrik Larsson | 35     |

UEFA Club Ranking: 59 (07-07-2025)

## Bekende (oud-)Hoops

### Spelers
- Daniel Arzani
- Craig Bellamy
- Regi Blinker
- Derk Boerrigter
- Dedryck Boyata
- Scott Brown
- Jason Denayer
- Paolo Di Canio
- Virgil van Dijk
- Kenny Dalglish
- James Forrest
- Fraser Forster
- Craig Gordon
- Joe Hart
- Pierre van Hooijdonk
- Jan Vennegoor of Hesselink
- Roy Keane
- Paul Lambert
- Henrik Larsson
- Neil Lennon
- Malky Mackay
- James McCarthy
- Aiden McGeady
- Callum McGregor
- Billy McNeill
- Paul McStay
- Shunsuke Nakamura
- Stilijan Petrov
- Kasper Schmeichel

### Trainers
- Ronny Deila
- Wim Jansen
- Neil Lennon
- Billy McNeill
- Martin O'Neill
- Ange Postecoglou
- Brendan Rodgers
- Gordon Strachan
- Jock Stein

## Trivia
- Celtic heeft in zijn historie 118 officiële prijzen gewonnen. Hiermee zijn ze de meest succesvolle Schotse voetbalclub.[4][5]
- Celtic is de enige Schotse voetbalclub die erin slaagde om de Europacup I te winnen. Ze waren tevens de eerste Britse club om deze prijs te winnen.